# RSV Trekvogels
R.S.V. Trekvogels is een Nederlandse korfbalvereniging uit Rotterdam.

## Geschiedenis
De club is opgericht op 1 september 1919.

## Niveau
In 1976 promoveerde de club in de zaalcompetitie voor het eerst in de clubgeschiedenis naar het hoogste niveau: de Hoofdklasse.
Seizoen 1976-1977 was het eerste seizoen op het hoogste niveau en de ploeg handhaafde zich als promovendus. In het tweede seizoen werd er gedegradeerd. In 1987-1988 werd weer deelgenomen in de Hoofdklasse zaal en degradeerde ook weer meteen.